# 192 TCN
Năm 192 TCN là một năm trong lịch Julius. 